# Saison 1 de Souvenirs de Gravity Falls
Chronologie
Saison 2
Cet article présente la première saison de la série télévisée d'animation américaine  Souvenirs de Gravity Falls.
Composée de 20 épisodes, elle a été diffusée aux États-Unis du 15 juin 2012 au 2 août 2013 sur Disney Channel.
En France, la première saison est diffusée du 5 septembre 2012 au 9 octobre 2013 sur Disney Channel France

## Voix des personnages principaux
- Jason Ritter (VF : Thibaut Delmotte) : Dipper Pines
- Kristen Schaal (VF : Carole Baillien) : Mabel Pines
- Alex Hirsch (VF : Michel Hinderyckx) : Oncle Stan
- Alex Hirsch (VF : Vincent Doms) : Mousse
- Linda Cardellini (VF : Prunelle Rulens) : Wendy
- Thurop Van Orman (VF : Alessandro Bevilacqua) : Gideon

## Générique
Les génériques de début et de fin cachent des secrets :
Pour le générique de début :
- On peut apercevoir Big Foot ;
- Bill Crypto fait son apparition ;
- Une voix mystérieuse, quand elle est mise à l'envers, dit « Three letters back » (« Trois lettres en arrière »). C'est un indice concernant le message codé qu'on peut apercevoir dans le générique de fin.

À la fin de chaque épisode se cache un code secret que l'on peut résoudre de trois manières différentes :
- « Trois lettres en arrière » : on prend chaque lettre du code et on la remplace par la troisième lettre qui la précède (ex : A → X) ;
- « L'Alphabet à l'envers » : on prend l'alphabet et on écrit en dessous son opposée (ex : A=Z, B=Y, C=X, etc.) ;
- « Nombres » : chaque lettre de l'alphabet est désignée par son numéro d'ordre.

En outre, il y a beaucoup de symboles qui représentent un chiffre en forme de triangle avec un chapeau haut-de-forme, surnommé par les fans « The Watcher » ou « Monsieur Pyramide » (révélé dans Dreamscapers). Chaque symbole est associé à divers complots ou théories.

## Guide des épisodes

### Épisode 1:Le Zombie de ma sœur
- États-Unis : 15 juin 2012 sur Disney Channel
- France : 5 septembre 2012 sur Disney Channel France

- États-Unis : 3,4 millions de téléspectateurs

### Épisode 2:La Légende du Gloutosaure
- États-Unis : 29 juin 2012 sur Disney Channel
- France : 12 septembre 2012 sur Disney Channel France

- États-Unis : 3,1 millions de téléspectateurs

### Épisode 3:Le Musée de cire
- États-Unis : 30 juin 2012 sur Disney Channel
- France : 19 septembre 2012 sur Disney Channel France

- États-Unis : 2,71 millions de téléspectateurs

### Épisode 4:Dans les griffes du devin
- États-Unis : 6 juillet 2012 sur Disney Channel
- France : 26 septembre 2012 sur Disney Channel France

- États-Unis : 2,95 millions de téléspectateurs

### Épisode 5:La Supérette fantôme
- États-Unis : 13 juillet 2012 sur Disney Channel
- France : 3 octobre 2012 sur Disney Channel France

- États-Unis : 3,55 millions de téléspectateurs

### Épisode 6:Question de virilité
- États-Unis : 20 juillet 2012 sur Disney Channel
- France : 10 octobre 2012 sur Disney Channel France

- États-Unis : 3,14 millions de téléspectateurs

Dipper en a marre des insultes de Mabel et Stan qui le traitent de faible, il va alors dans la forêt pour essayer de devenir un homme. C'est là qu'il rencontre une étrange race animale vivant comme des hommes et macho au possible, Dipper s’entraîne alors durement avec eux. 

### Épisode 7:L'Armée de Dipper
- États-Unis : 10 août 2012 sur Disney Channel
- France : 17 octobre 2012 sur Disney Channel France

- États-Unis : 4,18 millions de téléspectateurs

### Épisode 8:Complot pour les idiots
- États-Unis : 17 août 2012 sur Disney Channel
- France : 23 octobre 2012 sur Disney Channel France

- États-Unis : 3,87 millions de téléspectateurs

### Épisode 9:Le Gardien du temps
- États-Unis : 24 août 2012 sur Disney Channel
- France : 30 octobre 2012 sur Disney Channel France

- États-Unis : 4,14 millions de téléspectateurs

### Épisode 10:Un jeu plus vrai que nature
- États-Unis : 14 septembre 2012 sur Disney Channel
- France : 6 novembre 2012 sur Disney Channel France

- États-Unis : 2,94 millions de téléspectateurs

### Épisode 11:Un petit problème
- États-Unis : 28 septembre 2012 sur Disney Channel
- France : 27 novembre 2012 sur Disney Channel France

- États-Unis : 2,60 millions de téléspectateurs

### Épisode 12:Un drôle d'Halloween
- États-Unis : 5 octobre 2012 sur Disney Channel
- France : 12 décembre 2012 sur Disney Channel France

- États-Unis : 3,48 millions de téléspectateurs

### Épisode 13:Mabel aux commandes
- États-Unis : 15 février 2013 sur Disney Channel
- France : 4 septembre 2013 sur Disney Channel France

- États-Unis : 3,45 millions de téléspectateurs

### Épisode 14:Un puits d'histoire
- États-Unis : 1er mars 2013 sur Disney Channel
- France : 11 septembre 2013 sur Disney Channel France

- États-Unis : 3,10 millions de téléspectateurs

En présentant le "trou sans fond", oncle Stan ne penserait pas qu'il tomberait dedans accompagné de Dipper, Mabel et Mousse. Pendant la chute, alors qu'ils s'ennuient, ils décident de se raconter des histoires pour passer le temps.
- Mousse raconte comment il a été enfermé dans un flipper diabolique après avoir triché accompagné des jumeaux.
- Dipper raconte comment s'est passé le jour où à l'aide d'une potion donnée par le vieux McCrocket, sa voix changea totalement.
- Stan raconte comment il a gagné la coupe de football américain.
- Mabel, quant à elle, raconte comment, pour empêcher son oncle de mentir, elle a fait mettre à Stan un dentier magique forçant le porteur à ne dire que la vérité.

### Épisode 15:En eaux profondes
- États-Unis : 15 mars 2013 sur Disney Channel
- France : 17 septembre 2013 sur Disney Channel France

- États-Unis : 4,50 millions de téléspectateurs

### Épisode 16:Tout sur le tapis
- États-Unis : 5 avril 2013 sur Disney Channel
- France : 19 septembre 2013 sur Disney Channel

- États-Unis : 3,36 millions de téléspectateurs

### Épisode 17:Mes idoles sont des clones!
- États-Unis : 19 avril 2013 sur Disney Channel
- France : 18 septembre 2013 sur Disney Channel France

- États-Unis : 3,16 millions de téléspectateurs

Quand Mabel découvre que les membres de son groupe de boys band favoris sont en fait des clones emprisonnés, elle décide de les libérer, mais de les garder pour elle seule...

### Épisode 18:Un petit groin de paradis
- États-Unis : 28 juin 2013 sur Disney Channel
- France : 25 septembre 2013 sur Disney Channel France

- États-Unis : 3,50 millions de téléspectateurs

Quand Dandinou se fait enlever par un ptérodactyle après qu'oncle Stan l'a laissé seul dehors, Dipper, Mabel, Mousse et lui partent à sa rescousse.

### Épisode 19:Quand Gidéon passe...
- États-Unis : 12 juillet 2013 sur Disney Channel
- France : 2 octobre 2013 sur Disney Channel France

- États-Unis : 2,70 millions de téléspectateurs

Alors que son énième tentative pour voler le droit de propriété du Mystery Shack à Stan échoue, Gidéon compte utiliser une méthode drastique.
Il va invoquer le démon le plus puissant et diabolique qui n'ait jamais existé : Bill Cipher, et faire un marché avec lui.
Celui-ci va alors s'incruster dans la tête d'oncle Stan pour tenter de récupérer le code du coffre-fort contenant le droit de propriété.

### Épisode 20:Le Mystery Shack trépasse
- États-Unis : 2 août 2013 sur Disney Channel
- France : 9 octobre 2013 sur Disney Channel France

- États-Unis : 3,18 millions de téléspectateurs

Maintenant que Gideon possède le Mystery Shack, a banni la famille Pines et volé le livre n°3 à Dipper, Stan n'a pas d'autres choix que de renvoyer les jumeaux chez leurs parents en Californie.
Cependant, Gideon s’aperçoit rapidement qu'il lui manque encore un livre et pense que c'est Dipper qui le possède.